# Resolutie 1794 Veiligheidsraad Verenigde Naties
Resolutie 1794 van de Veiligheidsraad van de Verenigde Naties werd unaniem door de
VN-Veiligheidsraad aangenomen op 21 december 2007 en
was de laatste resolutie van dat jaar. Ze verlengde het mandaat
van de VN-vredesmacht in Congo-Kinshasa met ruim een jaar.

## Achtergrond
In 1994 braken in de Democratische Republiek Congo etnische onlusten uit die onder meer
werden veroorzaakt door de vluchtelingenstroom uit de buurlanden Rwanda en Burundi.
In 1997 beëindigden rebellen de lange dictatuur van Mobutu en werd
Kabila de nieuwe president.
In 1998 escaleerde de burgeroorlog toen andere rebellen Kabila probeerden te verjagen. Zij zagen zich
gesteund door Rwanda en Oeganda.
Toen hij in 2001 omkwam bij een mislukte staatsgreep werd hij opgevolgd door zijn zoon.
Onder buitenlandse druk werd afgesproken verkiezingen te houden die plaatsvonden in 2006 en gewonnen
werden door Kabila.
Intussen zijn nog steeds rebellen actief in het oosten van Congo en blijft de situatie er gespannen.

## Inhoud

### Waarnemingen
Nog steeds waren buitenlandse en Congolese gewapende groepen en milities aanwezig in het oosten van de
Democratische Republiek Congo. Onder hen die van Laurent Nkunda die een ernstige crisis
had veroorzaakt in vooral de provincie Noord-Kivu. De gevechten tussen zijn militie en het Congolese leger
hadden zware humanitaire gevolgen.

### Handelingen
De Veiligheidsraad besliste het mandaat van de MONUC-vredesmacht in Congo te verlengen tot 31 december
2008. Ook de capaciteit van 17.030 militairen, 760 militaire waarnemers en 391 politiepersoneel en 6
politie-eenheden van 125 agenten werd tot die datum verlengd. MONUC werd gevraagd de crisis in de Kivu-provincies
tot haar grootste prioriteit te maken en vooral de bevolking er te beschermen.
De Veiligheidsraad eiste dat de milities en gewapende groepen, en vooral het FDLR van Nkunda, de wapens
neerlegden, demobiliseerden alsook stopten met het aanwerven van kindsoldaten. Ook mochten zij
geen steun krijgen voor hun activiteiten.

## Verwante resoluties
- Resolutie 1768 Veiligheidsraad Verenigde Naties
- Resolutie 1771 Veiligheidsraad Verenigde Naties
- Resolutie 1797 Veiligheidsraad Verenigde Naties (2008)
- Resolutie 1799 Veiligheidsraad Verenigde Naties (2008)

Lijst ·  1739 ·  1740 ·  1741 ·  1742 ·  1743 ·  1744 ·  1745 ·  1746 ·  1747 ·  1748 ·  1749 ·  1750 ·  1751 ·  1752 ·  1753 ·  1754 ·  1755 ·  1756 ·  1757 ·  1758 ·  1759 ·  1760 ·  1761 ·  1762 ·  1763 ·  1764 ·  1765 ·  1766 ·  1767 ·  1768 ·  1769 ·  1770 ·  1771 ·  1772 ·  1773 ·  1774 ·  1775 ·  1776 ·  1777 ·  1778 ·  1779 ·  1780 ·  1781 ·  1782 ·  1783 ·  1784 ·  1785 ·  1786 ·  1787 ·  1788 ·  1789 ·  1790 ·  1791 ·  1792 ·  1793 ·  1794